# Port lotniczy Turajf
Port lotniczy Turajf (ICAO: TUI, ICAO: OETR) – port lotniczy położony w Turajf, w Północnej Prowincji Granicznej, w Arabii Saudyjskiej.

## Linie lotnicze i połączenia
| Linia Lotnicza | Kierunek                     |
| -------------- | ---------------------------- |
| Nesma Airlines | 1. Hail                      |
| Saudia         | 1. Dammam 2. Dżudda 3. Rijad |